# 호르네오피톤강
호르네오피톤강은 초기 관다발식물 강 중의 하나로 카이아속과 토르틸리카울리스속 그리고 호르네오피톤속을 포함하고 있다. 이전에는 리니아문에 속하는 것으로 분류하였지만, 이 분류군은 분기된 포자낭을 가지고 있으며, 참 목질부가 없다는 특징이 있다.

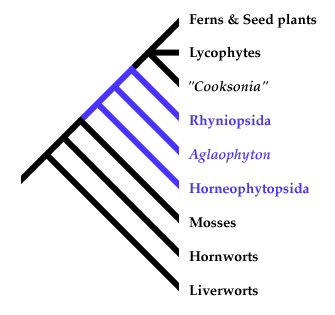
리니아식물의 위치(청색)를 보여주는 육상식물의 분기도. 1997년, Kenrick 및 Crane의 분기도. 좀더 최근의 분자생물학적 연구에 의하면, 뿔이끼류(hornworts)와 이끼류(mosses)의 위치는 바뀐다.

## 같이 보기
- 다포자낭식물